# Аеропорт Софія (станція метро)
Аеропорт Софія (болг. Метростанция „Летище София“) — станція четвертої лінії Софійського метрополітену, була відкрита 2 квітня 2015 року.
Крита станція естакадного типу, з острівною платформою, з'єднана теплим переходом з терміналом-2 аеропорту Софія.
Пересадка на автобусні маршрути № 84 и 184. Вихід на бульвар Христофора Колумба.

## Ресурси Інтернету
Вікісховище має мультимедійні дані за темою: Sofia Airport Metro Station
- Sofia Metropolitan [Архівовано 5 березня 2016 у Wayback Machine.]
- SofiaMetro@UrbanRail [Архівовано 15 травня 2021 у Wayback Machine.]
- Sofia Urban Mobility Center [Архівовано 22 жовтня 2016 у Wayback Machine.]
- Sofia Metro station projects [Архівовано 4 квітня 2015 у Wayback Machine.]